# Streatley (Bedfordshire)
Streatley – wieś i civil parish w Anglii, w hrabstwie ceremonialnym Bedfordshire, w dystrykcie (unitary authority) Central Bedfordshire. Leży 21 km na południe od centrum miasta Bedford i 54 km na północny zachód od centrum Londynu. W 2011 roku civil parish liczyła 1840 mieszkańców. Streatley jest wspomniana w Domesday Book (1086) jako Stradl(e)i/Straillei.